# Trichomycterus corduvensis
Trichomycterus corduvensis és una espècie de peix de la família dels tricomictèrids i de l'ordre dels siluriformes.

## Morfologia
Els mascles poden assolir els 13,6 cm de llargària total.

## Distribució geogràfica
Es troba a l'Argentina.